# SHFS
SHFS steht für SHell FileSystem und ist ein Netzwerkdateisystem. Es gehört zum Betriebssystem Linux und ist ein Softwaremodul für den Linux-Kernel ab Version 2.4. Mit SHFS kann ein Dateisystem mit einer einfachen Remote Shell von einem entfernten Rechner aus zur Verfügung gestellt (gemountet) werden. Das Mounten kann auch durch /etc/fstab-Einträge erfolgen. Die Entwicklung von SHFS wurde 2004 eingestellt; es gab bis 2006 jedoch noch Patches auf der Sourceforge-Projektseite.
Einen anderen Ansatz, um Dateisysteme über das Dateiübertragungsprotokoll SSH zu mounten, verfolgt SSHFS, welches ein Dateisystemtreiber für das Kernelmodul FUSE bildet.
Das SHFS stellt ein Kernelmodul bereit und lässt sich über die initrd laden. Da jedoch weitere Programme/Bibliotheken/Dateien zum Betrieb benötigt werden, ist das Mounten von Systemverzeichnissen zum Systemstart mit allen beschriebenen Dateisystemen wie etwa /usr oder /home kaum möglich. Dies leistet derzeit nur das wegen mangelnder Authentifizierung als unsicher geltende Netzwerkdateisystem NFS.
Alle genannten Dateisysteme arbeiten mit OpenSSH und verschlüsseln die Übertragung der Daten aus dem Anmeldeprozess sowie der eigentlichen Datenübertragung. Das SHFS kann zum Beispiel durch folgenden Befehl:
```
shfsmount --cmd="ssh -c blowfish %u@%h /bin/bash" user@host:/tmp /mnt/shfs/
```

zur Verwendung des sehr schnellen Blowfish-Verschlüsselungsalgorithmus gebracht werden. Das SHFS nutzt den SFTP als serverseitige Schnittstelle.